# Villa San Pietro
Villa San Pietro (en sard, Santu Pedru) és un municipi italià, dins de la ciutat metropolitana de Càller. L'any 2007 tenia 1.778 habitants. Es troba a la regió de Sulcis-Iglesiente. Limita amb els municipis d'Assemini, Pula, Santadi (SU) i Sarroch.

## Administració
| Període | Identitat      | Partit        |
| ------- | -------------- | ------------- |
| 2006-   | Matteo Muntoni | Llista cívica |